# Lars Peter Hansen
Lars Peter Hansen (Urbana, Illinois, 1952. október 26. –) amerikai közgazdász. 2013-ban közgazdasági Nobel-emlékdíjat kapott Eugene Famával és Robert J. Shillerrel „az eszközárak empirikus vizsgálatában elért eredményeiért”.

## Élete
Hansen dán és svéd származású felmenőkkel rendelkezik. Édesapja, R. Gaurth Hansen a biokémia területén dolgozott, édesanyja, Anna Lou Rees Hansen egy egyetemre járt az apjával. Hansennek két idősebb fivére van, Roger, aki mérnök és Ted, aki genetikus.
Hansen a Utah Egyetemen diplomázott matematikából és politológiából, majd doktorit tett le közgazdaságtanból a Minnesotai Egyetemen 1978-ban. Ezután segédasszisztens volt a Carnegie Mellon Egyetemen, ahol első ízben kóstolt bele az eszközök árazási elméletébe. 1981-től a Chicagói Egyetem állandó professzora, ahol olyan neves közgazdászokkal dolgozott együtt, mint Gary Becker, Jim Heckman és Robert Lucas Jr. 1984-ben feleségül vette Grace Tsiangot, aki vietnámi származású közgazdász. Egy fiuk született, Peter 1992-ben, aki 2014-ben matematikából diplomázott.

### Generalized Method of Moments avagy GMM
Hansen kifejlesztett egy olyan statisztikai módszert, amely segítette jobban megérteni a pénzügyi piacok eszközeinek és a makroökonómiai mutatószámoknak a kapcsolatát. A GMM (Generalized Method of Moments) vagy magyarul a momentumok általánosított módszere egy nagyon rugalmas ökonometriai technika, amellyel egy összetett ökonómiai modell egy részével is lehet kísérletezni, anélkül, hogy az egész modellt igénybe vennénk.
Hansen jelenleg a kockázatot és a bizonytalanságot vizsgálja a hosszú távú döntéseknél, és a modelleket fejleszti tovább. 2008-ban Thomas J. Sargenttel, akivel a Minnesotai Egyetem óta együtt dolgozik, egy olyan modellt fedtek fel, ami segítséget nyújthat a döntéshozatalban a bizonytalanság magas foka mellett.
2013-ban Hansen Nobel-díjat kapott.